# Sheena (serie de televisión)
Sheena es una serie de televisión estadounidense de acción y aventuras que se produjo para su distribución de estreno entre 2000 y 2002.
Basado en el personaje de cómic de W. Morgan Thomas, Sheena, Reina de la Selva, que anteriormente generó una serie de televisión de los años 50 con el mismo título; esta versión de cambio de milenio actualizó el carácter del título al siglo XXI. Hubo dos temporadas, de 22 y 13 episodios. Fue protagonizada por Gena Lee Nolin y John Allen Nelson, y fue desarrollada para televisión por Douglas Schwartz y Steven L. Sears. En esta versión, a Sheena se le dio la habilidad mística de transformarse en casi cualquier animal de la jungla; también pronunció frases completas (similares a Tarzán de Ron Ely), a diferencia de la interpretación del personaje del irlandés McCalla. Varios episodios de la primera temporada están disponibles para verlos de forma gratuita en formato Minisodio en Crackle, así como en Hulu y Tubi.

## Premisa
Los padres de Sheena eran arqueólogos que murieron en la jungla cuando ella tenía unos seis años, dejando huérfana a su hija Cheryl Hamilton (como se explica en el episodio "Stranded in the Jungle"; por lo demás, Sheena no recuerda nada de sus padres, o ni de su infancia preafricana). Ella fue acogida por Kali, una chamana local de una tribu que la crió; Hace cinco años, le enseñaron cómo transformarse en pájaros y otros animales, adquiriendo así sus habilidades, incluido el vuelo. También se hizo amiga de animales como la cebra Marika, el elefante Chango y el mono Tiki. Además, se convirtió en una criatura mítica llamada "La Darak'na" que depende del miedo de la gente a lo desconocido. Para ello, se cubre con un barro líquido oscuro que le permite pasar desapercibida en la poca luz de la jungla. Con fuerza, agilidad y velocidad superiores a la media, y armada con un par de guantes con garras de hueso, es una formidable fuerza de combate unipersonal. A veces mata.
En el primer episodio, ella conoce a Matt Cutter (John Allen Nelson), quien dirige un negocio de safaris por aire, agua y tierra. En su juventud, Cutter tuvo una carrera prometedora como jugador de fútbol hasta que una lesión en la rodilla la arruinó (ahora no tiene ninguna lesión aparente). Se unió a la CIA, con el nombre en código "Jericho" y luchó como mercenario. Era un francotirador de primera clase, pero un accidente significó que mató a una persona inocente, lo que le hizo abandonar su antigua vida por la vida que lleva ahora.
En su primer encuentro, Sheena no está segura de qué lado está Cutter, ya que ella es una protectora de la jungla y Cutter parece dispuesto a hacer cualquier cosa por dinero. Sin saberlo, él está ayudando a los delincuentes. Después de varios episodios, Cutter se volvió más responsable y menos orientado al alcohol y al dinero. A veces hay química entre Sheena y Cutter, lo que insinúa un desarrollo de su relación, y en otras ocasiones, la trama parece mostrar una amistad platónica. Esto es notable en un episodio en el que conoce a un viejo amigo de Cutter de la "Agencia" y se sugiere un nivel de intimidad más profundo que en cualquiera de las escenas con Cutter.
Mendelsohn es un amigo destartalado de Cutter que da servicio a su avión y hace trabajos ocasionales para él. Los tres se enfrentan al pequeño tirano local, serían dictadores, pequeños ejércitos, un oficial de policía en el que no se puede confiar del todo, miembros de una tribu malvados, extranjeros malvados, gente de su pasado, trampas variadas, etc.

## Reparto
- Gena Lee Nolin como Sheena
- John Allen Nelson como Matt Cutter

## Episodios

### Temporada 1 (2000-01)
| N.º en serie | N.º en temp. | Título                            | Dirigido por         | Escrito por                        | Fecha de emisión original | Código de prod. | Audiencia (millones) |
| --- | ------------ | --------------------------------- | -------------------- | ---------------------------------- | ------------------------- | --------------- | -------------------- |
| 1 | 1            | «Sheena»                          | Jon Cassar           | Steven L. Sears & Douglas Schwartz | 7 de octubre de 2000      | —               | —                    |
| Matt Cutter vivirá una experiencia que le cambiará la vida cuando conozca a Sheena.                                                                                                 |              |                                   |                      |                                    |                           |                 |                      |
| 2 | 2            | «Fallout»                         | Jon Cassar           | Bill Taub                          | 14 de octubre de 2000     | —               | —                    |
| Un satélite estadounidense se estrella cerca y los rusos y las tropas del corrupto presidente N'Gama buscan la información.                                                         |              |                                   |                      |                                    |                           |                 |                      |
| 3 | 3            | «Revenge of the Jirds»            | Scott Paulin         | Babs Greyhosky                     | 21 de octubre de 2000     | —               | —                    |
| Sheena y Cutter intentan descubrir quién está traficando con criaturas parecidas a ratones llamadas jirds al país.                                                                  |              |                                   |                      |                                    |                           |                 |                      |
| 4 | 4            | «A Rite of Passage»               | Walter Von Huene     | Babs Greyhosky                     | 28 de octubre de 2000     | —               | —                    |
| Un feo secreto del pasado de Kali resurge en el cumpleaños de Sheena. |              |                                   |                      |                                    |                           |                 |                      |
| 5 | 5            | «Tourist Trap»                    | Scott Paulin         | Keith Thompson                     | 4 de noviembre de 2000    | —               | —                    |
| Los terroristas roban un virus peligroso y mantienen como rehén al grupo de turistas de Cutter.                                                                                     |              |                                   |                      |                                    |                           |                 |                      |
| 6 | 6            | «Buried Secrets»                  | Corey Eubanks        | Steven L. Sears & Babs Greyhosky   | 11 de noviembre de 2000   | —               | —                    |
| Sheena y Cutter quedan atrapados en una cueva mientras investigan un área de la infancia de Sheena. Y no están solos...                                                             |              |                                   |                      |                                    |                           |                 |                      |
| 7 | 7            | «The Lost Boy»                    | Nelson McCormick     | Tony Blake & Paul Jackson          | 18 de noviembre de 2000   | —               | —                    |
| Un estudiante fugitivo de una escuela militar lidera una tribu contra las tropas de N'Gama.                                                                                         |              |                                   |                      |                                    |                           |                 |                      |
| 8 | 8            | «Wild Thing»                      | Corey Eubanks        | Steven Sears                       | 25 de noviembre de 2000   | —               | —                    |
| Cutter y Kali deben rescatar a Sheena media transformada antes de que lo haga un cazador (Henry Polic II).                                                                          |              |                                   |                      |                                    |                           |                 |                      |
| 9 | 9            | «Doing as the Romans»             | Jon Cassar           | Craig Volk                         | 13 de enero de 2001       | —               | —                    |
| Sheena y Cutter van de incógnito para rescatar a una mujer de convertirse en una de las esposas de N'Gama.                                                                          |              |                                   |                      |                                    |                           |                 |                      |
| 10 | 10           | «The Children of the LaMistas»    | Scott Paulin         | Tony Blake & Paul Jackson          | 20 de enero de 2001       | —               | —                    |
| Un viejo enemigo del pasado lleva a Sheena y Cutter a una pesadilla sobre el empalme de genes....                                                                                   |              |                                   |                      |                                    |                           |                 |                      |
| 11 | 11           | «Prey»                            | Scott Paulin         | Jeff Valming                       | 27 de enero de 2001       | —               | —                    |
| Sheena y Cutter intentan detener a un grupo de cazadores que apuntan a especies en peligro de extinción, pero se encuentran como presas.                                            |              |                                   |                      |                                    |                           |                 |                      |
| 12 | 12           | «Divas of the Jungle»             | Scott Paulin         | Kevin Beggs & Jonathan Latt        | 3 de febrero de 2001      | —               | —                    |
| Contratan a Cutter para guiar a un fotógrafo y a modelos a través de la jungla. Pero el fotógrafo no es lo que parece...                                                            |              |                                   |                      |                                    |                           |                 |                      |
| 13 | 13           | «Forbidden Fruit»                 | Gary Jones           | Babs Greyhosky                     | 10 de febrero de 2001     | —               | —                    |
| Sheena y Cutter se enfrentan después de comer una fruta misteriosa. |              |                                   |                      |                                    |                           |                 |                      |
| 14 | 14           | «The Fool Monty»                  | Gary Jones           | Bill Taub                          | 17 de febrero de 2001     | —               | —                    |
| Un documentalista acaba provocando una guerra tribal mientras busca a los Darak'na.                                                                                                 |              |                                   |                      |                                    |                           |                 |                      |
| 15 | 15           | «Sanctuary»                       | Chuck Bowman         | Tony Blake & Paul Jackson          | 24 de febrero de 2001     | —               | —                    |
| Sheena y Cutter intentan ayudar a los refugiados a llegar a un santuario, sólo para verse involucrados en una lucha contra los soldados del señor de la guerra.                     |              |                                   |                      |                                    |                           |                 |                      |
| 16 | 16           | «Jewel»                           | Chuck Bowman         | Steven L. Sears & Jon Valenti      | 14 de abril de 2001       | —               | —                    |
| Sheena y Cutter, reacio, buscan la joya robada de una tribu. |              |                                   |                      |                                    |                           |                 |                      |
| 17 | 17           | «Friendly Fire»                   | Terry Inghram        | Babs Greyhosky                     | 21 de abril de 2001       | —               | —                    |
| Tuli, una vieja amiga de Sheena, encuentra una planta que puede curar el envenenamiento por radiación, pero un rival la hiere.                                                      |              |                                   |                      |                                    |                           |                 |                      |
| 18 | 18           | «Between a Rock and a Hard Place» | Terry Inghram        | Babs Greyhosky                     | 28 de abril de 2001       | —               | —                    |
| El líder de una tribu corrupta quiere poseer una roca sagrada. |              |                                   |                      |                                    |                           |                 |                      |
| 19 | 19           | «Tyler Returns»                   | Carl Weathers        | Bill Taub                          | 5 de mayo de 2001         | —               | —                    |
| Un viejo amigo de Cutter de la CIA (Peter Onorati) aparece para liderar una misión para matar a un terrorista responsable de la muerte de un amigo de Sheena. ¿O está ahí para eso? |              |                                   |                      |                                    |                           |                 |                      |
| 20 | 20           | «Unsafe Passage»                  | Carl Weathers        | Steve L. Sears                     | 12 de mayo de 2001        | —               | —                    |
| Sheena debe salvar a Kali de ser vendida como esclava. |              |                                   |                      |                                    |                           |                 |                      |
| 21 | 21           | «Marabunta»                       | Christian I. Nyby II | Deborah Schwartz                   | 19 de mayo de 2001        | —               | —                    |
| Sheena y Cutter quedan atrapados por hormigas asesinas. |              |                                   |                      |                                    |                           |                 |                      |
| 22 | 22           | «Cult of One»                     | Nelson McCormick     | Bill Taub                          | 26 de mayo de 2001        | —               | —                    |
| Sheena debe demostrar la verdadera maldad de un líder de una secta supuestamente benevolente.                                                                                       |              |                                   |                      |                                    |                           |                 |                      |

### Temporada 2 (2001-02)
| N.º en serie | N.º en temp. | Título                                | Dirigido por     | Escrito por                            | Fecha de emisión original | Código de prod. | Audiencia (millones) |
| --- | ------------ | ------------------------------------- | ---------------- | -------------------------------------- | ------------------------- | --------------- | -------------------- |
| 23 | 1            | «Rendezvous»                          | Chuck Bowman     | Tony Blake & Paul Jackson              | 6 de octubre de 2001      | —               | —                    |
| Sheena se enamora de un agente de Interpol al que está ayudando. |              |                                       |                  |                                        |                           |                 |                      |
| 24 | 2            | «The Feral King»                      | Carl Weathers    | Christopher Mack & Melissa Good        | 13 de octubre de 2001     | —               | —                    |
| Sheena debe ayudar a una joven a encontrar a un joven salvaje, que en realidad es el heredero de una fortuna, como una forma de pagar su deuda con su padre, antes de que los cazadores pagados por el malvado tío del joven y la pareja del padre lo maten. |              |                                       |                  |                                        |                           |                 |                      |
| 25 | 3            | «Mind Games»                          | Walter Von Huene | Tony Blake & Paul Jackson              | 20 de octubre de 2001     | —               | —                    |
| Un viejo enemigo de Kali busca controlar a Sheena. |              |                                       |                  |                                        |                           |                 |                      |
| 26 | 4            | «Collateral Damage»                   | Chuck Bowman     | Rick Husky                             | 27 de octubre de 2001     | —               | —                    |
| Sheena y Cutter conocen a un francotirador de la CIA que está siendo asesinado por agentes rebeldes. |              |                                       |                  |                                        |                           |                 |                      |
| 27 | 5            | «Meltdown in Maltaka»                 | Jon Cassar       | Gene Miller & Karen Kavner             | 3 de noviembre de 2001    | —               | —                    |
| Sheena, Cutter y Mendelsohn ayudan a una boxeadora a cumplir sus sueños. |              |                                       |                  |                                        |                           |                 |                      |
| 28 | 6            | «The Treasure of Sienna Mende»        | Goran Gajic      | Harry Dunn                             | 10 de noviembre de 2001   | —               | —                    |
| Sheena y Cutter buscan un tesoro que podría ayudar a una tribu a costear los suministros de riego. Pero una cazadora de tesoros también tiene los ojos puestos en el tesoro.                                                                                 |              |                                       |                  |                                        |                           |                 |                      |
| 29 | 7            | «The Darkness»                        | Terry Ingram     | Steven L. Sears                        | 17 de noviembre de 2001   | —               | —                    |
| ¿Es una bestia mística responsable de varias muertes? |              |                                       |                  |                                        |                           |                 |                      |
| 30 | 8            | «Still Hostage After All These Years» | Walter Von Huene | Babs Greyhosky                         | 24 de noviembre de 2001   | —               | —                    |
| La ex esposa de Cutter es llamada para negociar una situación de rehenes. |              |                                       |                  |                                        |                           |                 |                      |
| 31 | 9            | «Return of the Native»                | Goran Gajic      | Babs Greyhosky                         | 26 de enero de 2002       | —               | —                    |
| Un antiguo amor de Sheena regresa para cambiar el sistema educativo de Maltaka. |              |                                       |                  |                                        |                           |                 |                      |
| 32 | 10           | «The Maltaka Files»                   | Terry Ingram     | Harold Apter Tony Blake & Paul Jackson | 2 de febrero de 2002      | —               | —                    |
| Sheena y Cutter exponen la verdad detrás de los avistamientos de ovnis, con la ayuda de Kali y Mendelsohn. |              |                                       |                  |                                        |                           |                 |                      |
| 33 | 11           | «Stranded in the Jungle»              | Carl Weathers    | Carla Wagner                           | 9 de febrero de 2002      | —               | —                    |
| Un grupo de exploradores compite en un desafío de caminata por la jungla por cinco millones de dólares, sin saber que ha estallado una guerra civil en la zona. Uno de los participantes tiene pistas sobre el pasado de Sheena.                             |              |                                       |                  |                                        |                           |                 |                      |
| 34 | 12           | «Coming to Africa»                    | Terry Ingram     | Robin Jill Burger                      | 16 de febrero de 2002     | —               | —                    |
| Una princesa que fue enviada a los EE. UU. cuando era niña regresa para un matrimonio intertribal arreglado con una visión de la vida que ambas aldeas encuentran difícil de comprender, mientras la rivalidad entre hermanos hierve a fuego lento.          |              |                                       |                  |                                        |                           |                 |                      |
| 35 | 13           | «The World According to Mendehlson»   | Jon Cassar       | Tom Blomquist                          | 23 de febrero de 2002     | —               | —                    |
| Mendehlson es confundido con una deidad tribal cuando su rey es envenenado, lo que lleva al trío a ayudar a salvar las estatuas sagradas de la tribu. |              |                                       |                  |                                        |                           |                 |                      |

## Medios domésticos
Sony Pictures Home Entertainment lanzó ambas temporadas en DVD en la Región 1 en 2012. La temporada 1 se lanzó el 5 de junio de 2012,mientras que la temporada 2 se lanzó el 3 de julio de 2012.Estos son Fabricación bajo demanda (MOD) lanzamientos.
El 15 de agosto de 2017, Mill Creek Entertainment relanzó la serie completa en DVD en la Región 1 en un conjunto de 6 discos titulado Sheena - Queen of the Jungle Collection: The Movie & TV Series.

## Ver también
- Animorphs, una adaptación en serie de televisión de la serie de libros del mismo nombre.
- Manimal